# Keltská expanze

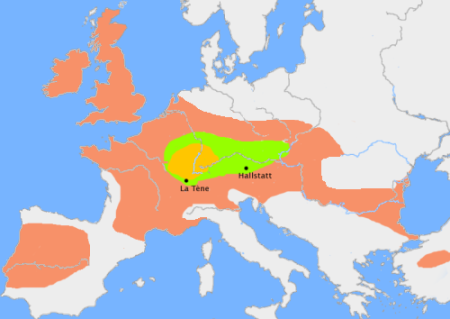
Pravlast Keltů a rozsah keltské expanze kolem 400 př. n. l.

Keltská expanze je označení pro historicky doložené rozšíření keltských kmenů v období kolem poloviny posledního tisíciletí před n. l.
Titus Livius ve svých „Římských dějinách“ zaznamenal starou keltskou pověst o dvou synovcích krále kmene Ambigatů Bituriga, kteří se vydali se svými vojenskými družinami hledat nová sídla. Podle božských znamení Segovesus šel směrem do Hercynského lesa, tedy do střední Evropy, Beloves do Itálie. Obraz vývoje keltského osídlení Evropy tyto dva základní údaje obsažené v legendě potvrzují, s jediným rozdílem – podle Tita Livia se měla odehrát počátkem 6. století před n. l., ve skutečnosti k událostem s ní spojeným došlo zhruba o dvě stě let později. 

## Keltská pravlast
Původní území osídlené Kelty  se rozkládalo v oblasti vymezené na jihu Alpami, na severu pásmem středoněmeckých vrchovin, na západ zasahovalo do severovýchodní Francie, na východě k němu náleželo jihozápadní Německo až k bavorsko-rakouskému pomezí, a přináležela k němu i velká část Čech. Jejími obyvateli byly kmeny indoevropského původu, jejichž etnogenezi můžeme sledovat snad až do doby bronzové. V závěru doby halštatské, v průběhu 6. století před n. l. zde vzniká bohaté knížecí prostředí, výrazně ovlivněné mediterránní civilizací, jehož nositelé pronikají v průběhu 5. století př. n. l. i do oblasti horního Podunají, severní Itálie i do části Čech.

## Příčiny expanze
Změna ekonomických vztahů a vytvoření velkých sociálních rozdílů, vznikem nového kulturního stylu (laténské kultury) doprovázená existence mimořádně bohaté vládnoucí vrstvy – vojenské aristokracie; patrně i přelidnění (jak uvádí  zpráva Pompeia Troga), stejně jako  touha po kořisti, očekávané ve vyspělých jižních oblastech – to vše byly faktory, které způsobily, že z této „pravlasti“ expandovaly keltské kmeny do velké části Evropy. 

## Postup expanze
Keltské kmeny pronikly na Britské ostrovy, překonaly Pyreneje, jejich nápor nezadržely ani Alpy a pocítila ho bohatá etruská města i mladá římská republika –  roku 387 př. n. l. se postupně dostali Keltové až k Římu, který dobyli (k obléhání Říma v roce 387 př. n. l. se váže známá pověst o posvátných husách Jupiterova chrámu, které zachránily před vypleněním Kapitol, kde se zbytky obránců Říma ukryly; husy je svým křikem měly upozornit na hrozící nebezpečí). 
Druhá migrační vlna zasáhla až území pozdější Panonie a území kolem Dunaje a bezprostředně poté, v roce 280 př. n. l., následovala výprava proti Řecku. Při ní roku 279 př. n. l. vyplenili keltští nájezdníci Delfy i s jejich známou věštírnou, pronikli až do Malé Asie a usadili se tam. (Vytvořili zde stát Galatii; listy apoštola Pavla Galatským jsou adresovány potomkům těchto Keltů či Galů, zde zvaných Galaty.) Keltové se v očích antických současníků stali ztělesněním barbarství, které ohrožovalo tehdejší civilizovaný svět. 

### Expanze na českém území
Moravské území bylo Kelty zasaženo podunajským invazním proudem již v průběhu pátého století př. n. l., druhá keltská vlna ho obsadila v první polovině čtvrtého století př. n. l.. Byl to kmen Bójů, podle nichž později germánští Markomané zemi dali jméno (Boiohaemum = domov Bójů), které měl na Moravě snad vystřídat ve třetím století př. n. l. z Karpatské kotliny přišedší kmen Volků-Tektoságů. Keltské kmeny poměrně značně migrovaly a na základě historických zpráv lze rekonstruovat jejich pohyb – např. Bójové jsou v průběhu několika staletí uváděni z oblasti Čech, na území severní Itálie, Francie, ale i Pannonie; stejně tak i sídla Volků-Tektoságů jsou kromě Moravy zmiňována jak ve Francii, tak např. v Turecku. Těmto zprávám by mohla odpovídat i situace ve vývoji osídlení Moravy: sídliště z nejstaršího období, ze středního laténu a z období nejmladšího, současného s keltskými oppidy, nebývají vždy na stejném místě, z toho by tedy bylo možno vyvodit i to, že nové vlny osídlenců zakládaly nová sídla.	

## Kulturní vliv
Na svém postupu přinesli Keltové do nově získaných oblastí kulturu nazvanou podle naleziště La Tène na břehu švýcarského Neuchâtelského jezera kulturou laténskou. Ta vznikla působením vlivů vyspělého Středomoří na halštatské prostředí střední Evropy. Její výrazný a od předchozích či sousedních kultur zcela odlišný charakter lze sledovat v komplexu všech projevů hmotné kultury jejích nositelů, tedy Keltů – na typu sídel, pohřebním ritu stejně jako na zbraních, nástrojích, předmětech denní potřeby; nejzřetelněji patrný je však v projevech keltského umění. Působením mediterránních výzdobných prvků se předchozí halštatský geometrický styl zcela změnil na styl laténský, užívající nových prvků orientálních  – zvířecích a rostlinných motivů (např. gryfů, rybích měchýřů, palmet, úponků a lotosových květů), zakřivených linií a ploch, spojovaných do hybridních a fantaskních tvarů. K vrcholu keltské umění dospělo ve 3. století před n. l., kdy se tento rostlinný styl přetvořil v dekorativní a silně působivý styl plastický, využívající především lyrovitých a volutovitých motivů. Pro ztvárnění zvířecích i lidských podob je typická silná stylizace, abstrakce a fantastická ornamentika; tento charakter keltského umění, pramenící z nejhlubších principů keltského náboženství, ještě více vynikne ve srovnání s naturalismem řeckého a římského umění či s předcházejícím strohým geometrickým stylem halštatským. Laténský styl ovládl ve druhé polovině posledního tisíciletí před změnou letopočtu velkou část Evropy a v době svého největšího rozkvětu přesáhl i hranice rozšíření keltských kmenů, to znamená, že silně ovlivnil i hmotnou kulturu nekeltských populací.	